# Nyssus albopunctatus
Nyssus albopunctatus is een spinnensoort uit de familie van de loopspinnen (Corinnidae).
De wetenschappelijke naam van de soort werd in 1896 als Liocranum albopunctatum gepubliceerd door Henry Roughton Hogg.

## Synoniemen
- Supunna funerea Simon, 1896
- Storena albomaculata Rainbow, 1902